# 引き出し

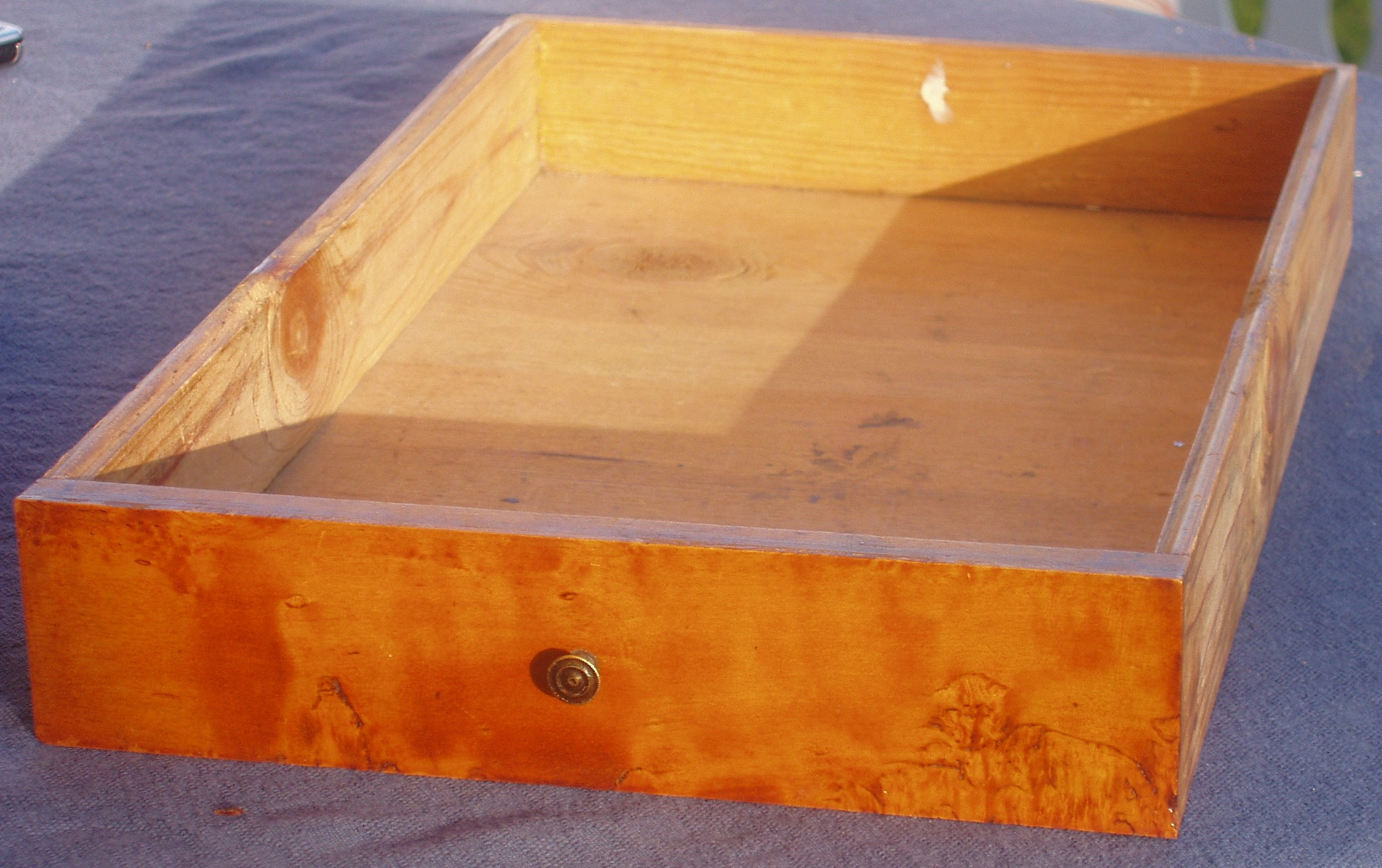
抜き取った引き出し

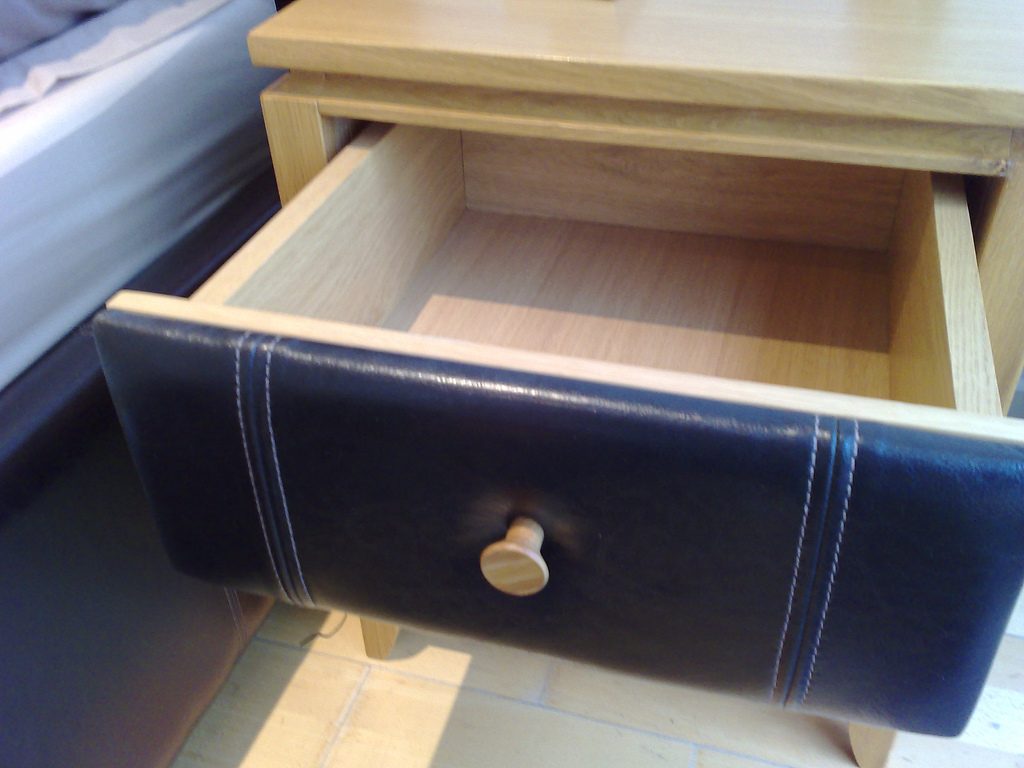
ナイトテーブルの引き出し

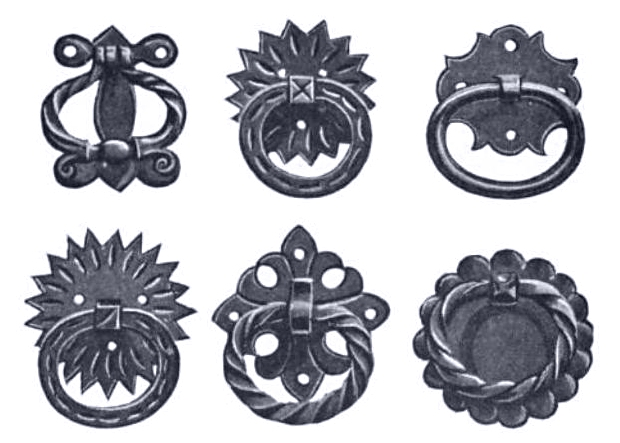
引き手 drawer pull

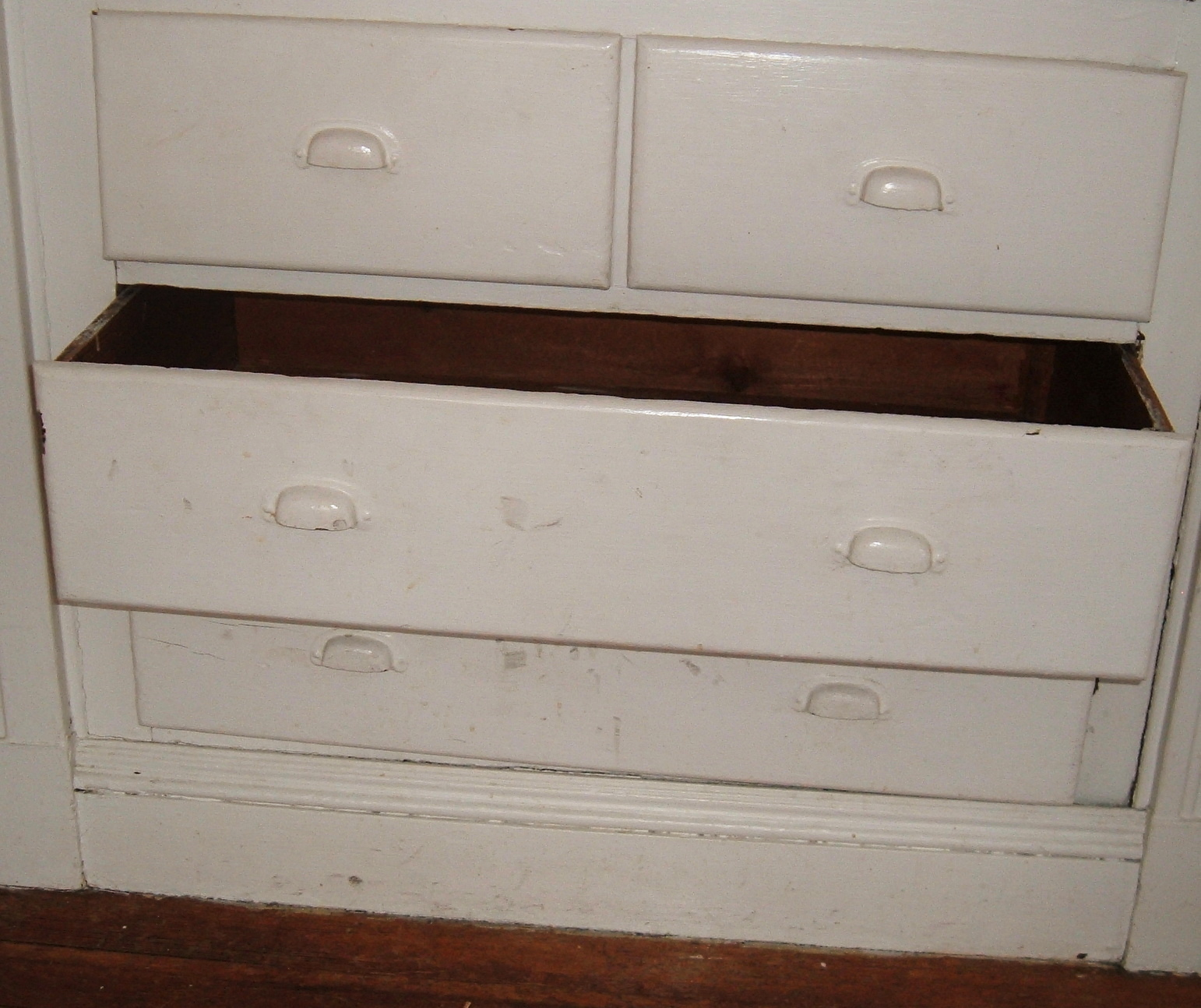
箪笥の大きな引き出し。引き手が2つついている。

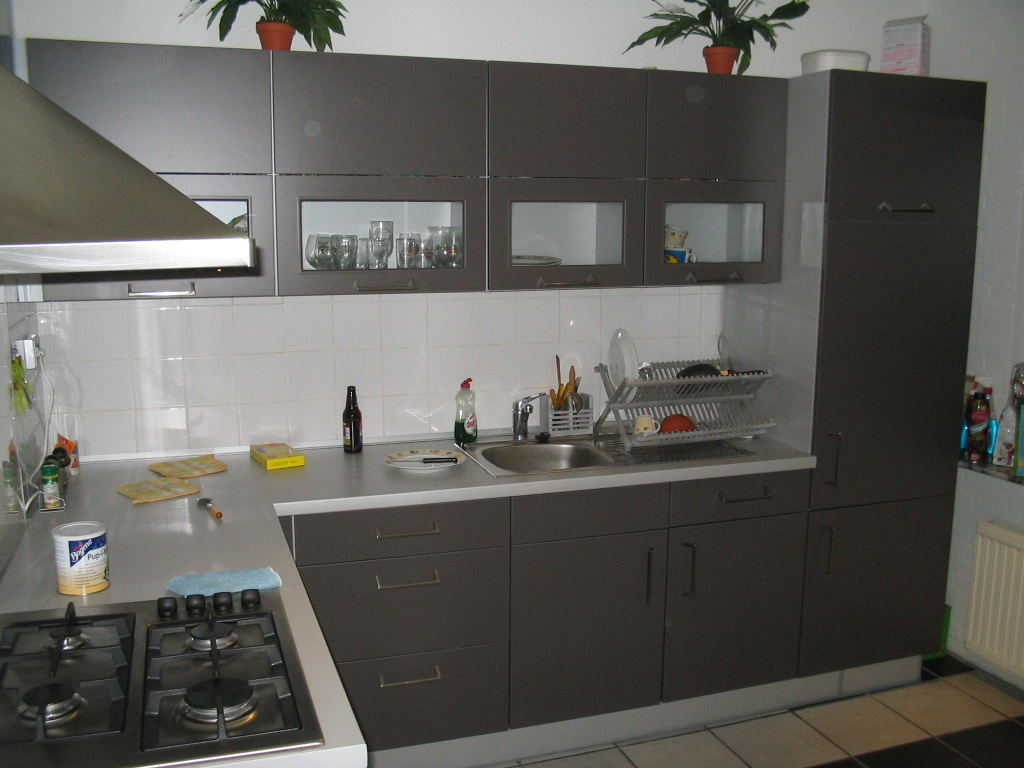
台所収納（取っ手は、引き出しでは中央に、片開き戸では端っこに付いている）

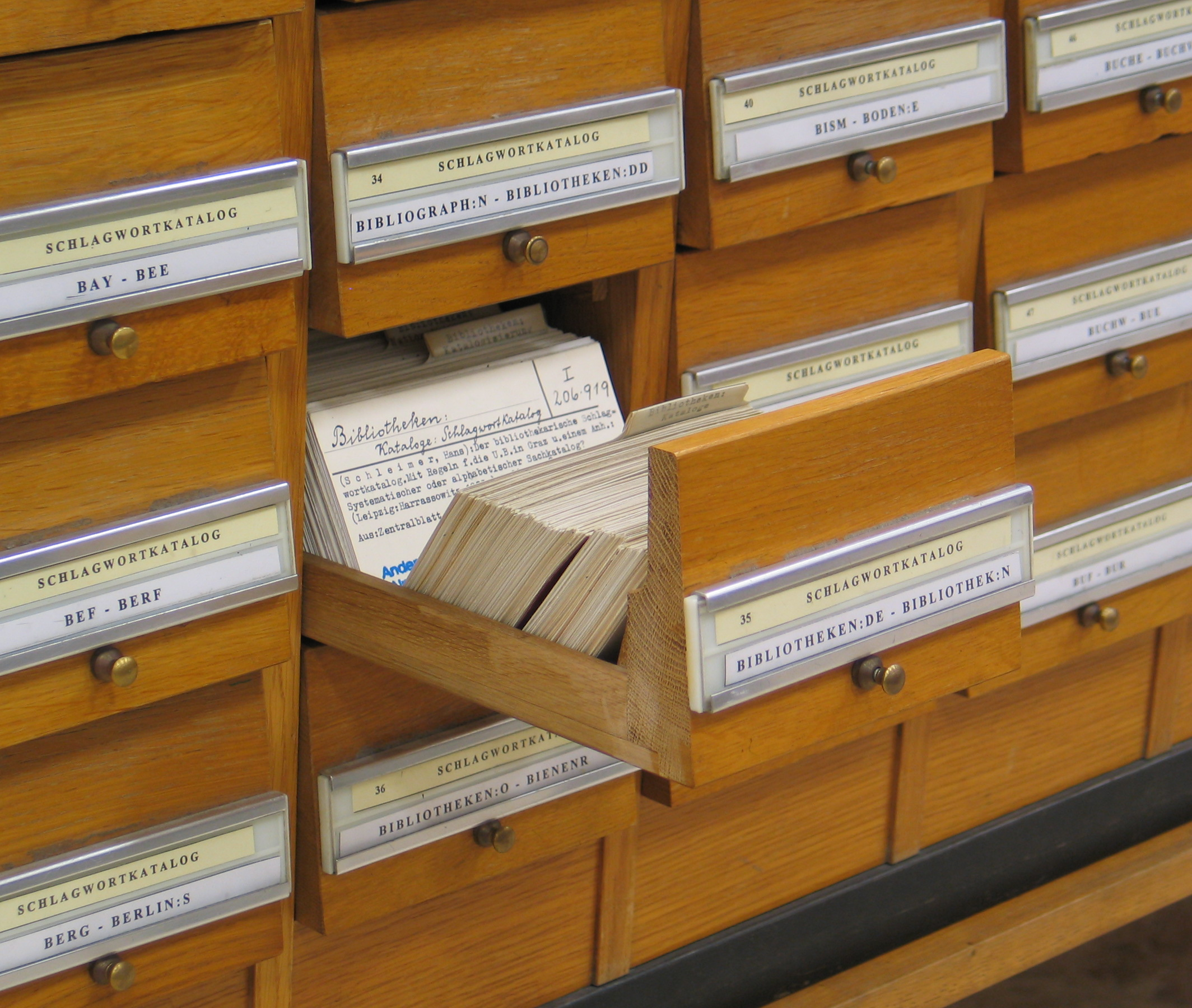
図書館の図書目録を入れる引き出し

引出し（ひきだし、英: drawer）とは、家具などにとりつけられている、抜き差しできる箱のこと。引き出し、抽き出し、抽斗とも書く。

## 概要
引き出しとは机や箪笥などの家具にとりつけられていて、引いて出したり押して入れたりすることができる箱のことである。
「前板」、「側板」×2、「向板（先板）」、「底板」の5面で構成されている。
木製のものでは、釘を用いずに、一升枡のように板と板を互い違いに組んだり、楔形の「蟻継ぎ」という技法で組んでいるものもある。「地板」（引き出しと引き出しの上下間の仕切り板）があるものと無いものがある。
鍵付きのものもある。
出し入れ
引き出し前板には、開閉のためとして「引手」つまり、つまみ・取っ手（drawer pullなど）があるものや、指先をかける窪みがあるものが従来は主流だった。
その他、前板を押すだけで開閉するもの（プッシュオープン）や、自動的に引き出しを引き込む機能（ブルマチック機能と呼ばれることもある）のものも登場している。
地震発生時に大きな揺れで、引き出しが飛び出して事故につながることへの対策として、前板とタンスなどの外枠側面を固定しておくベルトタイプの「多用途ストッパー」なども市販されている。
自作
引き出しの無い机や棚板などにあとづけで取り付けるための箱やレールがホームセンター（日曜大工店）などで販売されていることもある。